# Réglementation environnementale 2020
La réglementation environnementale 2020 (« RE 2020 ») est la réglementation en cours, qui pour les bâtiments neufs, qui vise à limiter les impacts de la construction sur la planète, tout en assurant un confort et de faibles consommations énergétiques. C’est un changement de paradigme qui mise à la fois sur la performance énergétique et sur une analyse de cycle de vie (ACV), ce qui intègre de fait les émissions de carbone liées à la construction. La RE2020 prévoit plusieurs phases de renforcement des critères carbone et énergie ; en 2025, 2028 puis 2031. Le sujet majeur devient la matière et plus uniquement l'énergie. La RE 2020 influe autant sur la performance que sur l'architecture.

Illustration de la RE2020.

Depuis le 1er janvier 2022, en remplacement de la RT2012, cette loi entre progressivement en vigueur, selon les catégories de bâtiments, d'abord les maisons individuelles et logements collectifs puis 6 mois après les bureaux et bâtiments d'enseignement primaire et secondaire. 

## Les indicateurs
Il y a maintenant 6 indicateurs soumis à seuil peuvent se rassembler dans 4 thématiques :
1. Le confort : DH (degrés-heures en °C.h) ;
2. Le bioclimatisme : BBIO (Besoin bioclimatique en points) ;
3. La matière : ICconstruction (impact sur le changement climatique, matériaux et chantier en kgCO2e) ;
4. L’énergie : CEP, CEPnr, ICenergie (en kWh énergie primaire et en kgCO2e).

Chacun de ces indicateurs a un seuil qui est fonction de nombreux paramètres, allant de la surface d’un projet à sa situation géographique. Il s'agit d'objectifs de résultats et non de moyen, même si la RE2020 conserve certains objectifs de moyen.
Plusieurs de ces indicateurs ont des seuils qui sont revus à la baisse dans le temps. Le plus emblématique est, par exemple, l’impact carbone de la matière qui, tous les trois ans, perd 10% à 15% pour suivre une trajectoire décroissante similaire à la trajectoire de la Stratégie nationale bas carbone. On peut ainsi par simplification parler de la RE2031.
Les indicateurs matière et énergie sont ramenés au m² calculé en Surface utile (SU), seul le logement est en surface habitable (SHAB), voir page 48 du guide mentionné.
Les consommations énergétiques du bâtiment de la RE2020 ne sont les consommations réelles du bâtiment mais un calcul réglementaire d'une partie des consommations avec une unité en énergie primaire et non en énergie finale.

## Cadre réglementaire
La « RE 2020 » est l'une des applications des lois suivantes :
- la loi pour l'accès au logement et un urbanisme rénové (ALUR, 2014) ;
- la loi relative à la transition énergétique pour la croissance verte (LTECV, 2015) ;
- la loi portant évolution du logement, de l'aménagement et du numérique (loi ELAN de 2018).

Le nombre de textes de la « RE 2020 » est important mais deux annexes peuvent être à lire:
- L’Annexe de l’article R.172-4 du Code de la construction et de l'habitation dans laquelle on trouve :
  - Chapitre Ier : Définitions
  - Chapitre II. Expressions des résultats minimaux à atteindre
  - Chapitre III. Valeurs des exigences et coefficients de modulation associés
- L’Annexe II de l’arrêté du 4 août 2021 relatif aux exigences de performance énergétique et environnementale des constructions de bâtiments dans laquelle on y trouve les règles générales pour le calcul de la performance énergétique et environnementale

Les textes réglementaires de la « RE 2020 » en version consolidée sont sur le site web officiel de la RE2020, RT-RE-bâtiment du Ministère de l'Écologie (France).
Au 30 décembre 2024, un décret n° 2024-1258 est paru, modifiant les exigences de performance énergétique et environnementale des constructions de bâtiment. Le seuil carbone augmente un peu pour les logements à petite surface type « étudiants », un Réseau de chaleur classé (c’est-à-dire dont le raccordement est obligatoire) n’est pas pénalisé par l’évolution des seuils et trop de Panneau photovoltaïque en logement ou enseignement n’est plus « trop » pénalisant sur l’indicateur carbone de la matière.

## Cas d’usage et application

### Les usages soumis à la RE2020
La RE2020 s’applique uniquement aux bâtiments neuf avec trois cas de figure en fonction de l’usage, la date étant celle du dépôt du permis de construire :
- Les usages déjà pris en compte dans la RE2020, comme le logement collectif, individuel et habitations légères de loisirs (HLL) >50m² depuis le 1er janvier 2022, les bureaux, l’enseignement primaire et secondaire depuis le 1er juillet 2022;
- Les usages qui ne sont soumis ni à la RT2012 ni à la RE2020, comme une médiathèque ou une bibliothèque ne nécessitent pas d’étude réglementaire ;
- Pour tout le reste de la construction neuve, c’est encore la RT2012 qui s’applique.

Depuis le 1er janvier 2023, la RE2020 s'applique aux petites extensions, petites constructions, HLL < 50m². Au 1er juillet 2023 elle s'applique aux constructions temporaires et au 1er novembre 2024 aux HLL < 35 m² implantées dans les lieux de loisir.
En juin 2025, des nouveaux usages sont mis en concertation pour une application au 1er janvier 2026 :
- Hôtels,
- Restaurants,
- Commerces,
- Etablissements d’accueil de la petite enfance (crèches, haltes garderies) notés de manière simplifiée « crèches »,
- Bâtiments universitaires d’enseignement et de recherche et bâtiments d’enseignement atypiques (type conservatoire, école de cuisine, etc.) notés de manière simplifiée « universités »,
- Médiathèques et bibliothèques,
- Etablissement de santé (cabinets médicaux, hôpitaux, etc.) et EHPAD,
- Gymnases, salles de sport et vestiaires,
- Bâtiments à usage industriel et artisanal,
- Aérogares.

### L'application de la RE2020
Elle s'applique dès la dépose d'un PC avec une souplesse pour les surfaces inférieures à 50m² (en fonction des usages). En effet, en décembre 2022, un décret et un arrêté modificatifs ont été publiés pour préciser les exigences alternatives aux exigences de résultats pour les constructions temporaires, les constructions et extensions de petite surface, ainsi que les habitations légères de loisirs (HLL) avec une application qui s'étale jusqu'au 1er juillet 2023. À ce sujet, voir le guide RE2020 DHUP / Cerema (janvier 2024).

#### Comment s'applique précisément la RE2020?
C'est la date du permis de construire qui définit les seuils applicables à la RE2020.
Permis de construire : À cette phase il est nécessaire de déposer le BBIO ainsi que le DH (et l'étude de faisabilité énergétique si besoin).
Ouverture de chantier : Au moment de l'ouverture du chantier, en cas de contrôle, il est nécessaire de fournir l'ICconstruction.
Achèvement des travaux : À réception, il est obligatoire de déposer l'ensemble des indicateurs ainsi qu'un fichier de contrôle du calcul nommé RSEE, le Récapitulatif Standardisé des Etudes Energétiques et Environnementales qui est un fichier au format XML qui récapitule les résultats de l'étude RE2020. L'attestation de respect de la RE2020 comportera un contrôle de cohérence de 10 données environnementales utilisées dans l’analyse de cycle de vie du bâtiment. Pour les bâtiments résidentiels, des exigences vis-à-vis de la perméabilité à l’air et du système de ventilation seront intégrées aussi.

## Histoire
La crise énergétique induite par le premier choc pétrolier (de 1973) a poussé le premier ministre de l'époque Pierre Messmer à créer une première réglementation thermique (en 1974). Cette réglementation a ensuite périodiquement été mise à jour, toujours dans le sens d'une meilleure isolation thermique et des économies d'énergie.
Un an après la signature des accords de Paris sur le climat, en 2016, Ségolène Royal et Emmanuelle Cosse lancent une expérimentation pour la construction de bâtiments exemplaires en anticipation de la future réglementation environnementale et présentent le label « Bâtiments à Energie Positive & Réduction Carbone » dit « E+C- ». On parle alors d’un label expérimental de préfiguration de la RE2020 car la loi relative à la transition énergétique pour la croissance verte (LTECV) prévoit en effet, à l’horizon 2018, la mise en place d’un standard environnemental unique au monde pour les bâtiments neufs. Afin d’anticiper ce changement et d’élaborer une norme ambitieuse, l’Etat, les acteurs économiques et les associations ont signé une convention pour expérimenter les nouvelles règles environnementales du bâtiment.
Le nouveau Label E+C- certifiera le respect des bonnes pratiques énergétiques et environnementales. Composé d’un critère « Energie » et d’un critère « Carbone », il a permis au maître d’ouvrage de choisir la combinaison adéquate en fonction des spécificités du territoire, des typologies de bâtiments, et des coûts induits.
La loi ELAN a été adoptée définitivement le 16 octobre 2018. Elle fixe à 2020 l’entrée en vigueur de la réglementation environnementale des bâtiments neufs (RE2020). Ainsi, de fin 2018 à fin 2021, une concertation avec des groupes de travail est mise en place avec de nombreuses simulations pour définir précisément la méthode et les seuils de la RE2020. Mi 2020 une première version de la RE2020 est proposée. Un an plus tard, le premier décret n° 2021-1004 du 29 juillet 2021 relatif aux exigences de performance énergétique et environnementale des constructions de bâtiments en France métropolitaine est publié et lance la RE2020 au 1er janvier 2022 pour ses premiers usages.
Deuxième réglementation mondiale à introduire la performance environnementale dans la construction neuve via l’analyse en cycle de vie, elle est, en 2023, rejointe par un troisième pays et de nombreux pays qui ont l’ambition de suivre la marche.
En 2023, le label BBCA Neuf (Bâtiment Bas Carbone) est mis à jour dans sa version V4.1 pour être compatible avec la RE2020. Ce label permet d'aller plus loin sur le carbone que la RE2020.
La Directive Européenne sur la Performance Energétique des Bâtiments (EPBD) révisée en 2021 et publiée en 2024 fixe une trajectoire de création de réglementation carbone pour les bâtiments dans l’ensemble des pays de l’Europe.
Au 1er janvier 2025, les seuils ont bien été réduits comme prévu initialement dans les décrets. Aucune réglementation carbone pour les bâtiments existants n'est pour l'instant prévue en France. En mars 2025, la Ministre du Logement, Valérie Létard a lancé une mission d’évaluation de la RE2020 qui a abouti dans un premier temps à un rapport en juillet 2025 qui documente les impacts de la RE2020 avec des propositions de modifications des règles.

## Objectifs de la RE2020
À la différence de la RT 2012, l’ancienne réglementation thermique des bâtiments neuf, la RE 2020 ne limite plus seulement la consommation énergétique des bâtiments neufs, mais aussi leur bilan carbone, en incluant l'analyse du cycle de vie des matériaux et équipements employés, évolution qui a suscité des débats (ex. : quand la RT 2012 favorisait le gaz par rapport à l'électricité, la RE 2020 favorise au contraire l'électricité qui permet une réduction des émissions de CO2.
Les Pays-Bas, puis le Danemark et bientôt l’Europe tendent à passer de l’énergie au carbone. La France a décidé que, au moins dans la construction neuve, et progressivement à partir de 2022, les concepteurs et les constructeurs devront respecter des seuils de consommation énergétique et d'émission de gaz à effet de serre avec une trajectoire de réduction carbone cohérente avec la stratégie nationale bas carbone et limitant très fortement les énergies fossiles à partir de 2025 ainsi que l’empreinte des matériaux à partir de 2028.
Les seuils fixés pour 2022 jusqu’au 31 décembre 2024 ont pour but d’entraîner la filière, les efforts véritables devant arriver au 1er janvier 2025.
Par exemple, le seuil d'émission maximum autorisé est fixé dès 2022 à 560 kg de CO2équivalent par mètre carré sur 50 ans pour les logements collectifs, ce qui laisse encore la possibilité d'installer du chauffage au gaz, à condition que l'isolation des logements soit performante, mais il est passé à 260 kgCO2e/m2 en 2025, excluant de fait le chauffage exclusivement au gaz, mais permettant des solutions hybrides. Ce délai permettra de développer les alternatives : réseaux de chaleur, chaufferie biomasse, pompe à chaleur collective, solaire thermique.

Pour limiter les risques de voir se multiplier les convecteurs électriques, la réglementation introduit un seuil maximal de consommation d'énergie primaire non renouvelable.
Pour des bâtiments construits selon la RE2020, l'essentiel de l'empreinte carbone est lié aux phases de construction et de démolition, qui représentent entre 60 et 90% de l'impact carbone total calculé sur une durée de cinquante ans. Pour les bâtiments plus anciens, le ratio peut descendre sous les 50% pour des bâtiments qui consomment beaucoup. Ainsi, la RE2020 fixe un indicateur de carbone mesuré en kilogramme de CO2 équivalent (GWP) par mètre carré de surface. Le plafond en kgCO2e/m2 est abaissé par paliers en 2025 (−15% en moyenne en fonction des usages), 2028 (−24% cumulé en moyenne) et enfin 2031 (−35% cumulé en moyenne). Calculer l'empreinte carbone de chaque matériau devrait rendre, à l'horizon 2030, l'usage du bois et des matériaux biosourcés plus fréquent, y compris pour le gros œuvre dans les maisons individuelles et le petit habitat collectif. Le ministère estime que la maison à ossature bois, qui représente aujourd'hui moins de 10% des maisons individuelles neuves, deviendra vraisemblablement la norme en 2030. En 2025 ce point n'est pas encore confirmé même si l'inclusion de matériaux biosourcés est un levier majeur.

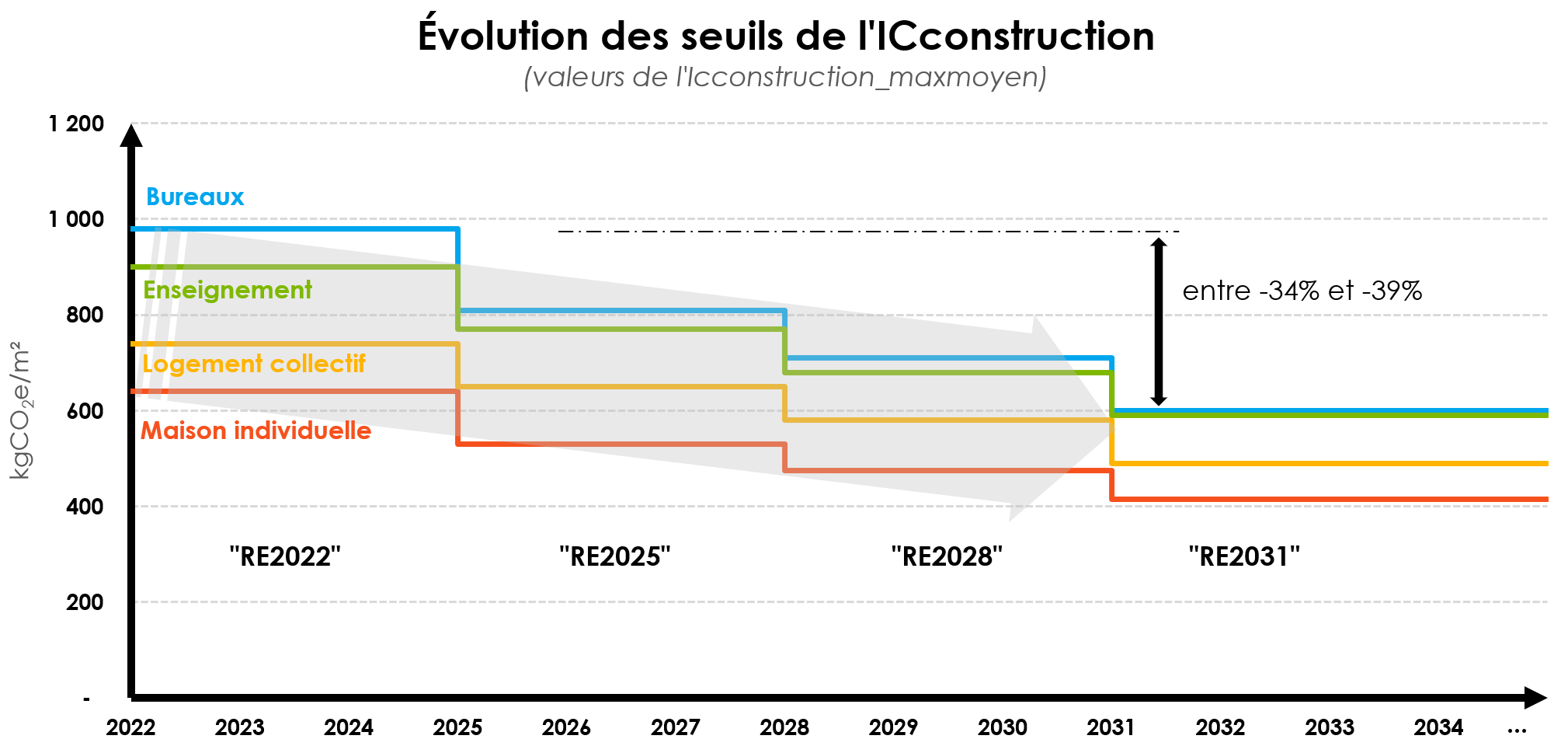
Évolution des seuils de l'Icconstruction_maxmoyen qui donne l'évolution des seuils de l'impact carbone de la matière.

Sur le confort, l'objectif de la RE2020 est d'améliorer l'indicateur utilisé (avec le DH maintenant, voir plus bas) mais sans toutefois trop contraindre la conception. Seul le pourtour méditerraéen se voit impacté par le seuil fixé sur le DH qui dans les fait impose plus régulièrement des logements traversants.

## Cas particulier des extensions de maisons
En 2023, le Conseil national de l'Ordre des architectes (CNOA) rappelle que la RE 2020 s'applique depuis le 1er janvier 2023 « à toutes les extensions de maisons individuelles, dès lors que l'extension est soumise à permis de construire ou déclaration préalable, quelles que soient sa surface et la surface du bâti existant », mais avec des modalités variant selon leur taille (certaines dispenses ou modalités alternatives sont définies par un arrêté, si la surface d'extension est inférieure à 50 m2 ou comprise entre 50 et 80 m2. Cet arrêté précise aussi comment calculer la performance énergétique et environnementale de l'extension.

## Le détail des 6 indicateurs

### Énergie (3 indicateurs)

#### Grands principes
Il y a trois indicateurs, les consommations conventionnelles en énergie primaire (CEP), les consommations conventionnelles en énergie primaire non renouvelable (CEPnr) et l’impact sur le changement climatique des consommations d’énergie en exploitation (ICénergie). Les calculs sont faits selon la méthode Th-C.
La RE2020 reprend presque tel quel le moteur de calcul de la RT2012 avec le même indicateur, le CEP, mais il étend son périmètre de calcul avec les ascenseurs par exemple. Il y a donc 6 postes :  
1. le chauffage des locaux y compris les besoins liés au réchauffement de l’air neuf soufflé dans le bâtiment,
2. le refroidissement,
3. la production d'eau chaude sanitaire,
4. les consommations d’éclairage artificiel des locaux, y compris des parties communes des logements collectifs (pour les équipements immobiliers et conventionnellement pour certains équipements mobiliers)
5. les déplacements des occupants à l’intérieur du bâtiment lorsque ceux-ci nécessitent une consommation d’énergie (utilisation d’ascenseurs ou d’escalators), intégrant les consommations liées aux éventuels parkings (éclairage et ventilation)
6. les auxiliaires de chauffage, de refroidissement, d'eau chaude sanitaire et de ventilation.

Ces postes de consommation ne tiennent pas compte des consommations d’énergie directement nécessaires au fonctionnement des équipements dits de process. Les activités hébergées par le bâtiment ne sont pas prises en compte au-delà des éléments pris en compte ci-dessus. Tous les équipements mobiliers liés à l’usage du bâtiment (comme par exemple l’électroménager pour un logement ; les ordinateurs, copieurs pour des bureaux ; les mobiliers de bureau pour un établissement scolaire) ne sont donc pas non plus dans le périmètre de l’évaluation. Le CEP est ainsi bien plus faible que les consommations réelles, d'un rapport 2 ou 3, quand on prend en compte le passage d'énergie primaire à finale et les postes non intégrés dans le calcul.

#### Nouveaux indicateurs
Mais, en plus des consommations réglementaires totales, les CEP, il y a un nouvel indicateur sur la part non renouvelable des CEP, les CEPnr. Il ne concerne que les consommations de chaud et froid, liées aux énergies fossiles et électriques (qui ont une part fossile).
Enfin, il existe le pendant du calcul en énergie (kWh/m²) en carbone (kgCO2e/m²) : il est la simple transcription de la consommation d’énergie finale (et non primaire), pour chacun des vecteurs énergétiques, multiplié par le facteur d’émission carbone du vecteur énergétique (gCO2e/kWh). Logiquement, il est très élevé pour le fioul ou le gaz et très faible pour la biomasse. On peut trouver les chiffres d'émissions par usage dans INIES en tant que DES (donnée environnentale de service). Cette valeur est ensuite multipliée par 50 pour avoir un résultat sur 50 ans et elle est aussi multipliée par un coefficient de pondération issu de la méthode dynamique de l’analyse de cycle de vie. Cela donne l’ICénergie pour l’impact sur le changement climatique des consommations d’énergie en exploitation.

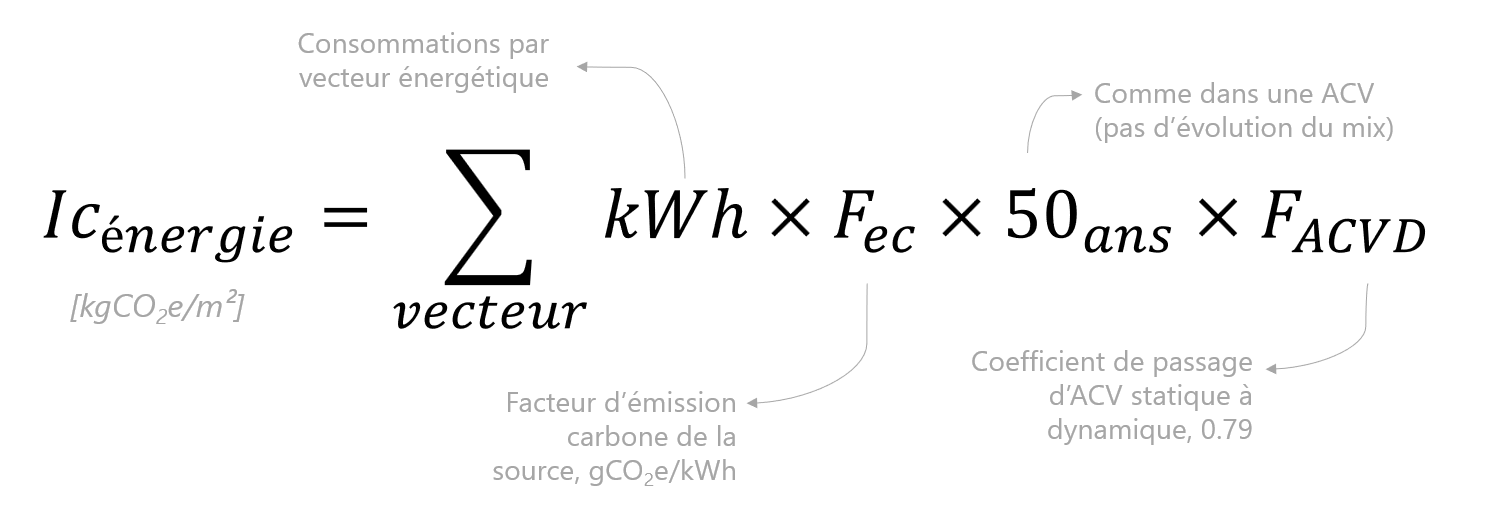
Calculer l'impact carbone de l'énergie avec la RE2020

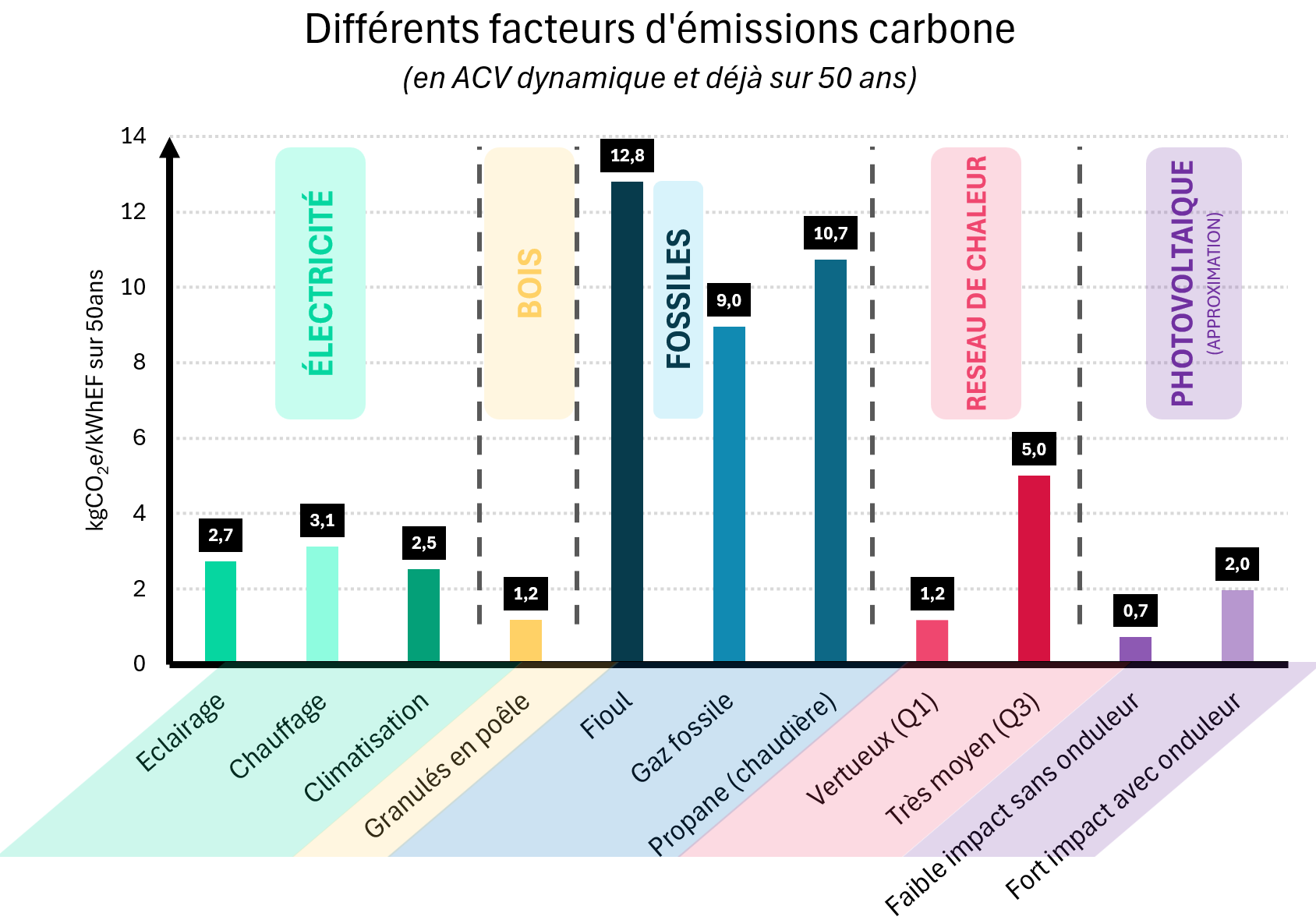
Facteurs d'émissions carbone de vecteurs énergétiques

Pour faire très simple, à partir de 2025, quand les seuils vont baisser, il sera presque impossible de construire avec le vecteur unique gaz, il faut penser une mixité énergétique en profitant au maximum des énergies locales renouvelables comme le photovoltaïque, la biomasse ou la géothermie sous toutes ses formes.

#### Détails techniques
Pour le calcul du CEP (et CEPnr), les consommations d’énergie retenues 𝐶𝑒𝑓_[𝑒𝑛𝑒𝑟𝑔𝑖𝑒] sont les consommations d’énergie importées, c’est-à-dire après déduction de la part d’électricité produite sur site et autoconsommée sur les usages concernés.du taux d’autoconsommation des productions locales d’électricité. Le taux d'autoconsommation est quant-à-lui bien calculé avec les consommations liées aux usages mobiliers du bâtiment (équipements électriques, éclairage mobilier).
Le facteur de passage d’énergie finale à énergie primaire pour l’électricité passe de 2,58 à 2,3. Le biogaz ou l’électricité verte ne sont pas valorisés dans le calcul.
| Type d'énergie            | Coefficient EF -> EP | Coefficient EF -> EPnr |
| ------------------------- | -------------------- | ---------------------- |
| Gaz naturel               | 1                    | 1                      |
| Fioul                     | 1                    | 1                      |
| Bois                      | 1                    | 0                      |
| Electricité               | 2,3                  | 2,3                    |
| Réseau urbain (chauffage) | 1                    | 1-RatENR_rdch          |
| Réseau urbain (froid)     | 1                    | 1                      |

Avec ratio d’énergie renouvelable RatENR du réseau (arrêté du 4 août 2021 relatif aux exigences de performance énergétique et environnementale des constructions de bâtiments, Chapitre V, Art. 9)

#### Réseau de chaleur dans la RE2020
Le raccordement à des réseaux de chaleur est bien pris en compte dans la RE2020, réseau de production de chaud comme de froid. Au niveau européen, la France ne se place qu’en 20ème position en termes de recours aux réseaux de chaleur, avec environ 5 % des besoins en chaleur du pays couverts par les réseaux. En 2022, on compte 44 945 bâtiments raccordés pour 2,46 millions d'équivalent-logements avec 6 529 km de longueurs desservies. Le "classement" de certains réseaux instaure une obligation de raccordement des bâtiments, dans une zone autour du réseau qualifiée de périmètre de développement prioritaire.
Quelques spécificités liées aux réseaux de chaleur :
- Dans le CEPnr, le coefficient EF vers EP prend en compte uniquement la part renouvelable ou de récupération du réseau. Il dépend du mix énergétique du réseau.
- Les seuils Icénergie baissent plus lentement pour un bâtiment raccordé réseau que sans, considérant que la modification d'un réseau prend du temps.
- La procédure dite de Titre V «  réseaux de chaleur » permet d’obtenir l’agrément d’une valeur de contenu CO2 beaucoup plus rapidement que l'inscription dans les arrêtés de la RE2020[13] et ainsi de valoriser les performances visées d’un réseau de chaleur et/ou de froid urbain, en cours de création ou en cours de modification pour verdissement. Il s’agit de déterminer les performances prévisionnelles du réseau.

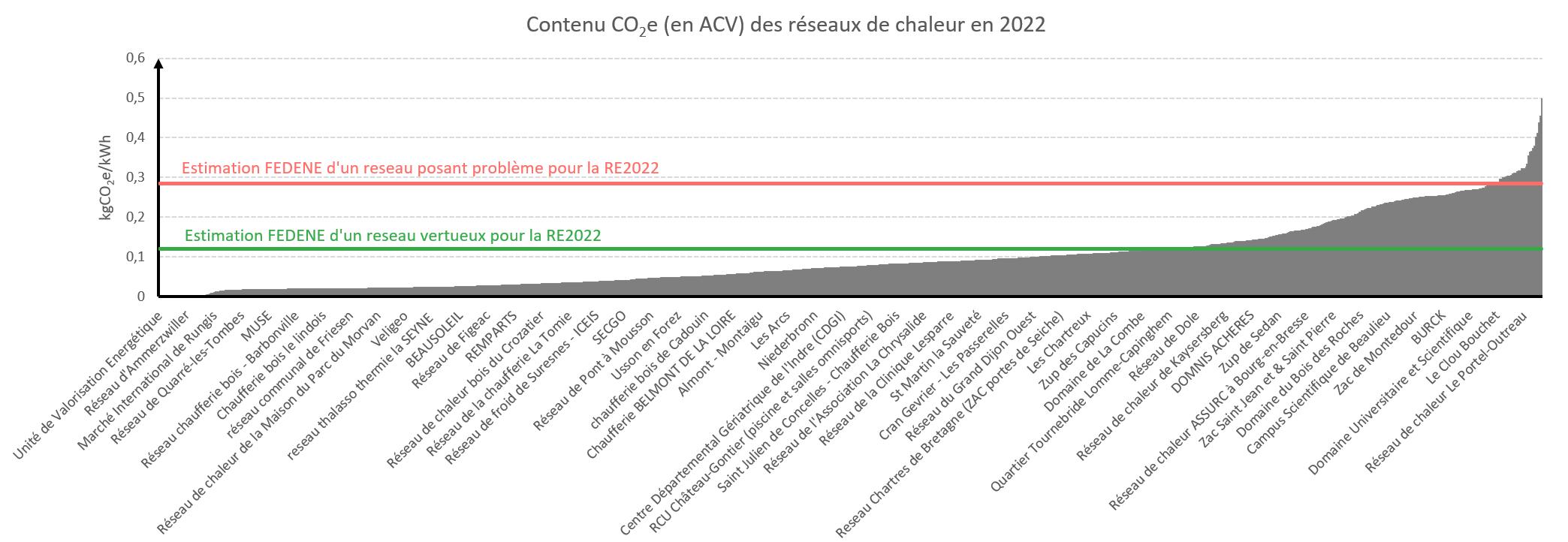
RE2020 - liste des réseaux de chaleur

Il existe ainsi des réseaux de chaleur qui peuvent empêcher l'atteinte des seuils ICénergie.
Depuis le décret du 30 décembre, un réseau classé (c’est-à-dire dont le raccordement est obligatoire) n’est pas pénalisé par l’évolution des seuils. Un réseau classé utilise la valeur RE2022 du seuil plutôt que celui qui baisse en 2025 (par exemple 560 au lieu de 320 kgCO2e/m²).
On peut noter que les sous-stations de réseaux de chaleur sont à prendre en compte dans la modélisation ACV bâtiment uniquement si elles ne sont pas à la charge du concessionnaire du réseau.

### Bioclimatisme
Le Bbio, l’indicateur de besoin bioclimatique – qui est calculé au niveau du bâtiment sur la base d’un calcul annuel avec la méthode Th-B – est issu de la méthode de calcul de celui des consommations, mais dans laquelle les équipements énergétiques sont absents, afin de mesurer l’efficacité propre du bâti sur ses besoins de chauffage, de refroidissement et d’éclairement artificiel. Il prend en compte la conception architecturale du bâti, les caractéristiques de l’enveloppe en matière d’isolation, de transmission solaire, de transmission lumineuse, d’ouverture des baies et d’étanchéité à l’air et les caractéristiques d’inertie du bâti.
C'est un indicateur qui permet de juger d'une conception bioclimatique du bâtiment, c’est-à-dire caractériser la capacité de la conception d’un bâtiment à réduire passivement les besoins.
Les besoins de refroidissement sont calculés même si le bâtiment ne comporte pas de système de refroidissement. Cet indicateur est calculé en kWh/m², puis transformé en point suivant une pondération entre les trois besoins : 2 x chaud + 2 x froid + 5 x éclairage.
Le Bbio_maxmoyen est de 65 points pour du logement collectif ou 95 points pour du bureau.

### Confort
Le confort d'été est étudié avec la méthode Th-D et un indicateur de confort d’été, l’indicateur Degrés-Heures ou DH, la somme des heures, en occupation, pendant laquelle un nombre de degrés est supérieur à un seuil.
Le degrés-heures d’inconfort s’exprime en °C.h. Il représente le niveau d’inconfort perçu par les occupants. Plus concrètement cet indicateur s’apparente à un compteur qui cumule, sur l’année, chaque degré inconfortable de chaque heure. Ainsi, pour chaque heure, les degrés dépassant le seuil de confort sont calculés puis additionnés. En une journée il est possible d'avoir 20 DH (°C.h).
L’objectif est d’évaluer l’inconfort ressenti en été par les occupants sans refroidissement complémentaire avec deux seuils. Les degrés inconfortables sont conventionnellement ceux qui dépassent une température de confort qui varie généralement entre 26°C et 28°C suivant les températures extérieures (mais fixe à 26°C la nuit). Selon la valeur de cet indicateur, il y a trois cas possibles. Le bâtiment peut être considéré comme :
- ayant un confort assuré sans refroidissement complémentaire (valeur inférieure au seuil bas à 350 °C.h) ;
- étant non réglementaire (valeur dépassant le seuil haut, voir en bas de la page) ;
- ou entre le deux, ni parfait ni mauvais, présentant un niveau d’inconfort significatif en cas de période caniculaire.

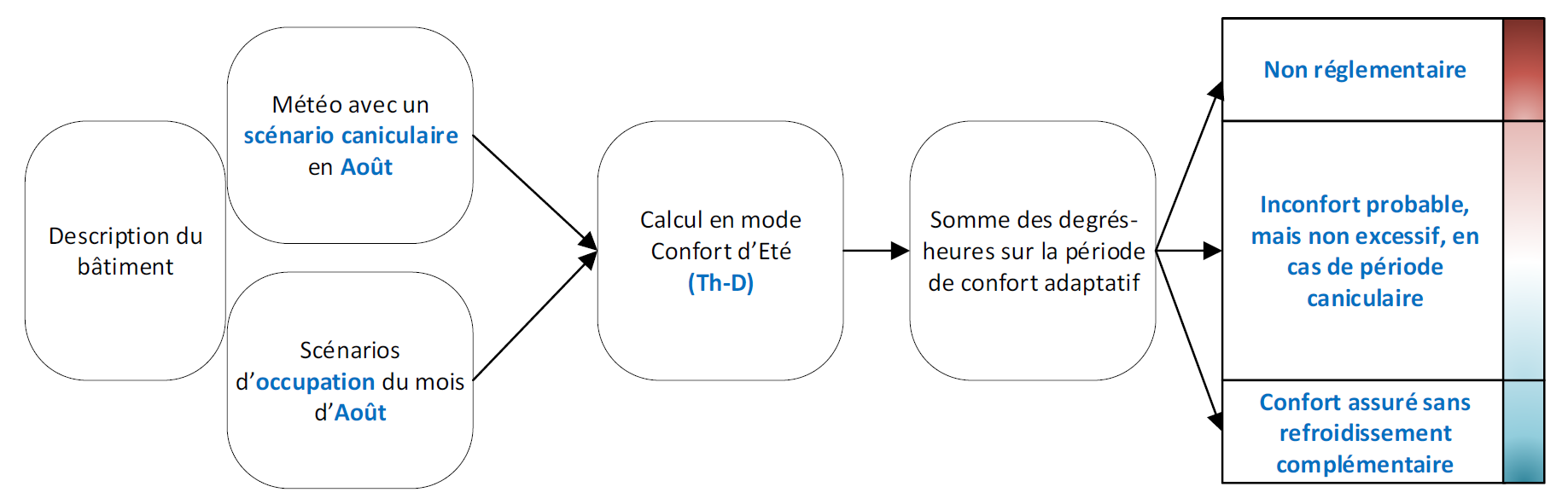
Approche du confort d’été en RE 2020

Dans ce dernier cas, pour inciter à travailler au confort du bâtiment en période estivale (en particulier à la conception bioclimatique et à la mise en place de leviers passifs), un forfait de refroidissement est ajouté aux consommations d’énergie (si le bâtiment est déjà climatisé, les consommations de climatisation sont prises en compte à la place de ce forfait). Pour les bâtiments climatisés, cet indicateur est calculé en désactivant le système de climatisation, ils doivent respecter le seuil haut avec les autres leviers (conception, systèmes passifs, systèmes de rafraîchissement). C’est ainsi que les CEP d’une grande majorité de bâtiments n’ayant pas de système de rafraîchissement intégreront quand même une consommation de froid.
Le calcul est basé sur une météo de type caniculaire et non une météo moyenne. Quant à la température seuil, opérative de confort, elle s’appuie sur la notion de température de confort adaptatif, une valeur variable qui s’adapte à la température extérieure : plus il fait chaud à l’extérieur, plus on accepte une certaine chaleur à l’intérieur. Il s’agit aussi de la température opérative : elle représente la température ressentie, et consiste en la moyenne de la température de l’air et de la température de paroi.
Les brasseurs d’air peuvent contribuer de ce point de vue à l’amélioration du confort et deviennent un système pour réduire l’inconfort.

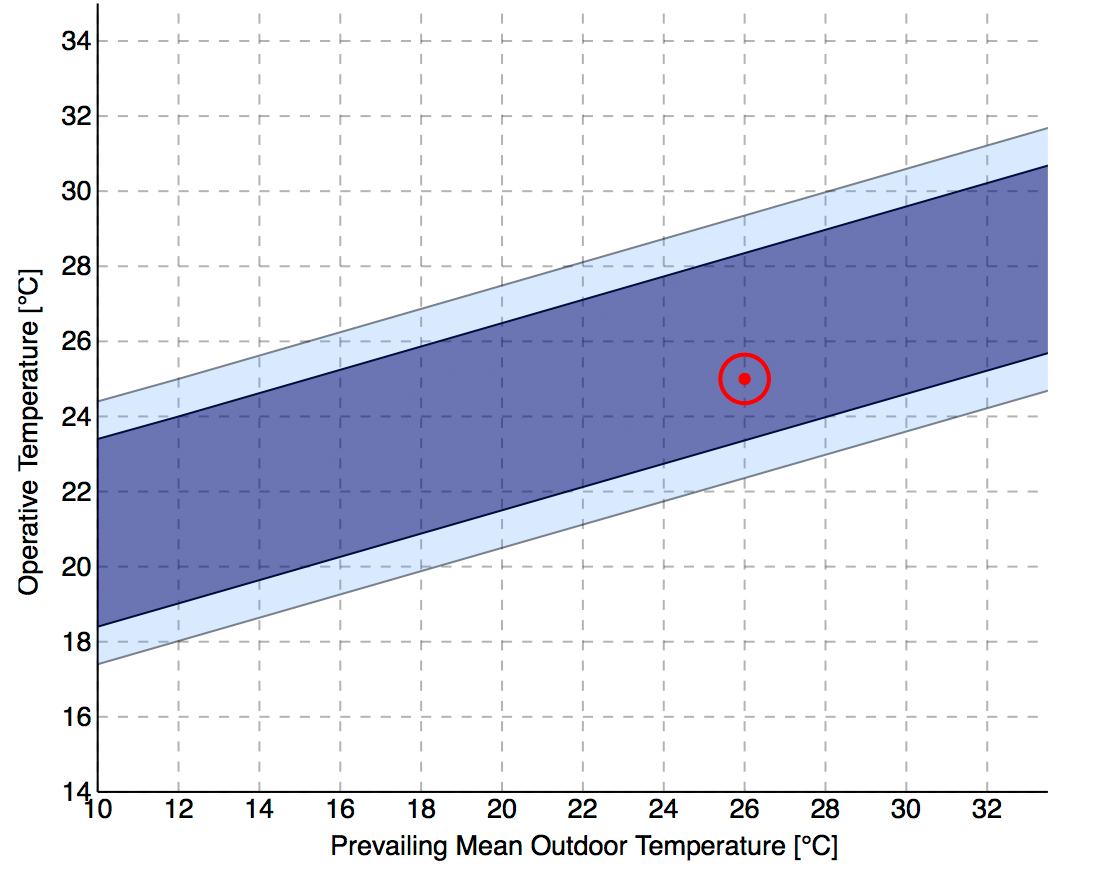
Ce graphique représente la combinaison acceptable de la température intérieure et de la température extérieure moyenne selon la méthode adaptative de la norme ASHRAE 55-2010.

Le fichier météo utilisé est régionalisé (voir mb bbio plus bas) ce qui limite l'intégration de certains phénomènes à l'instar de l'ilôt de chaleur urbain.

### Carbone (matière)
Le carbone est compté en réalisant une analyse de cycle de vie (ACV) de l’ensemble du bâtiment, selon la méthode RE2020, sur une durée de référence conventionnelle de 50 ans, sans prendre en compte une éventuelle démolition et remise en état du terrain.
Le calcul porte sur l’indicateur d’impact sur le changement climatique (Ic) qui est la contribution au changement climatique (GWP en anglais ou PRG en français) figurant parmi les 26 indicateurs d’une ACV. Il est noté en kilo de dioxyde de carbone équivalent par mètre carré (kgCO2e/m²), soit l’ensemble des gaz à effet de serre émis sur l’ensemble du cycle de vie.
L'indicateur soumis à seuil est noté Icconstruction. Il est la somme de l’ensemble des matériaux (Iccomposants) et des impacts du chantier de construction (Icchantier). L’analyse est réalisée sur l’ensemble des phases du cycle, de la production de la matière à la phase de fin de vie du bâtiment, en passant par la fabrication des matériaux et l’exploitation du bâtiment.
La contribution « chantier », faible au regard des composants (quelques kilos), couvre les consommations d’énergie du chantier d’édification, les consommations et les rejets d’eau du chantier, l’évacuation et le traitement des déchets du terrassement, non pris en compte dans la contribution « composants ».
Afin de prendre en compte la spécificité des matériaux biosourcés qui séquestrent du carbone tant qu’ils ne sont pas brûlés, l’impact des émissions des gaz à effet de serre issues des données environnementales est pondéré, a posteriori, par un coefficient dont la valeur est dépendante de la date des émissions. C’est la méthode dite dynamique, contrairement au calcul E+C- qui utilisait la méthode sans pondération sur la date (-1+1, méthode traditionnelle d'une ACV), que l’on nomme par opposition statique. Dans les faits, les matériaux biosourcés ont un impact carbone négatif.
Pour trouver l’impact d’un matériau, il est obligatoire d’utiliser une donnée environnementale contenue dans une déclaration faite par le fabricant de matériaux, une fiche de déclaration environnementale et sanitaire (FDES). L’ensemble des FDES sont recensées, stockées et vérifiées dans la base de données nationale INIES qui est la seule autorisée dans la méthode RE2020 .
Concernant le réemploi, il est considéré comme valant zéro dans une ACV RE2020, 
Les seuils, en fonction des usages, évoluent par paliers, actualisés tous les trois ans. Le premier fixé en 2022 est assez facile à atteindre pour une grande majorité des projets, car on considère que les trois premières années sont des années d’apprentissage de la RE2020 et de l’ACV. À partir du 1er janvier 2025, le secteur du bâtiment se verra imposer un effort (entre 10% et 15% par rapport à 2022) pour réduire son impact carbone, conformément aux recommandations de la stratégie nationale bas carbone, et en 2031 il faudra presque diviser par deux l’impact carbone de la construction neuve.

## Les ordres de grandeur carbone
Il existe un observatoire d'état avec une très grande quantité de résultats de calcul RE2020.
Un logement collectif a un impact de l'ordre de 1000 kgCO2e/m² sur 50 ans, dont 70% pour la partie matériaux, 25% pour l'énergie et quelques pourcents pour l'eau et le chantier.
Dans les matériaux, 33% se trouvent dans le gros œuvre (hors VRD), 33% dans le second œuvre (dont les façades) et 33% dans les lots techniques.
Un bâtiment de bureaux a un impact de l'ordre de 900 kgCO2e/m² sur 50 ans, dont 85% pour la partie matériaux, 11% pour l'énergie et quelques pourcents pour l'eau et le chantier.
Dans les matériaux, 25% sont dans le gros œuvre (hors VRD), 25% dans le second œuvre (dont les façades) et 50% dans les lots techniques.

## Outils de calcul de la RE2020
La liste des logiciels officiels validés depuis le 25 mai 2023 :
| Partie thermique (calcul énergétique) | Partie environnement (calcul carbone) |
| Archiwizard                           | Archiwizard                           |
| ClimaWin                              | ClimaWin                              |
| Pleiades                              | Pleiades                              |
| U21Win                                | U21Win                                |
| U22Win                                | U22Win                                |
| Cypetherm                             | Aglo                                  |
| Visual TTH                            | Béa                                   |
|                                       | Carbonz                               |
|                                       | Elodie by Cype                        |
|                                       | Emersus                               |
|                                       | Nooco                                 |
|                                       | OneClickLCA                           |
|                                       | Turbo-ACV                             |
|                                       | Vizcab Eval                           |

Ces logiciels peuvent sortir des fichiers de résultats dans ce qui s'appelle des récapitulatifs standardisés d'études énergétiques et environnementales (RSEE) au format XML. Le RSEE est décomposé en trois parties principales :
- Le Datascomp (informations générales du projet - rempli par les logiciels thermiques et ACV)
- Le RSET (étude thermique du projet - rempli par les logiciels thermiques)
- Le RSEnv (éléments de l'ACV - rempli par les logiciels ACV)

Il existe aussi des logiciels "non réglementaires" c’est-à-dire par exemple des logiciels qui font des calculs d'ACV plus ou moins compatible avec la RE2020. On peut citer par exemple Vizcab Explo, Ecale.io, Décarbone+ qui chacun, affichent des résultats selon l'ICconstruction mais qui ne peuvent prétendre à valider un véritable calcul RE2020.
Sur la partie énergétique, le CSTB est en train de préparer un nouveau moteur de calcul unifié appelé pour l'instant Colibri dans le cadre du projet Cible.

## Les données environnementales

### Une base de données nationaleINIES
Librement consultable, cette base répertorie les données environnementales et sanitaires requises par la loi, concernant les produits et équipements utilisés dans la construction. Une seule base de données pour deux programmes de déclaration, les programmes INIES (pour les FDES) et PEP Ecopassport® (pour les PEP).
Elle est mise en place par l'état mais gérée par l'association HQE-GBC avec un conseil de surveillance, chargé de surveiller l'éthique et la déontologie de son fonctionnement.
Ses données proviennent pour certaines des fabricants (ou syndicats professionnels). Elles sont fournies au format de la norme européenne NF EN 15804, et de son complément français (+A1 ou +A2) pour les produits de construction, et de la norme NF XP C08-100-1 et du PCR ed.3 pour les équipements.
La base 'INIES' fournit deux types de documents, respectivement spécifiques à des produits et à des équipements :
1. des « Fiches de Déclaration Environnementale et Sanitaire » (FDES) de produits de construction ;
2. des « Profils Environnementaux Produits » (PEP) ou ecopassport, qui concernent les équipements du bâtiment. Chaque « profil PEP ecopassport® » est une déclaration environnementale d'un équipement électrique, électronique ou de génie climatique. Il est basé sur les résultats de son analyse de cycle de vie et doit respecter la norme NF XP C08-100-1 et le PCR ed.3 (Product Category Rules). Il est déclaré sous la responsabilité du fabricant (ou syndicat professionnel).

INIES contient aussi :
1. des Données Environnementales par Défaut (DED, données de substitution proposées par le ministère chargé de la construction quand les données spécifiques manquent), de manière à quand même permettre le calcul d’ACV[19] ; et
2. des Données conventionnelles de services (DES, également apportées par le ministère chargé de la construction. Ce sont des données sur les impacts des énergies ou sur les impacts des services (transport, eau potable, eaux usées, déchets, fluides frigorigènes)[19].

Attention, les résultats affichés dans INIES sont en ACV dite statique (méthode -1+1) et donc ne sont pas utilisables dans un calcul RE2020. Il faut passer les résultats d'une fiche en ACV dynamique (intégrant la dynamique temporelle des émissions). Ainsi comparer deux fiches dans INIES n'est pas forcément possible et strictement linéaire.
Au 31/12/2024, la base INIES contient 4560 FDES, 1342 PEP, 1691 données environnementales par défaut (DED) et 105 données conventionnelles de service (DES)

### Les types de FDES
La réglementation reconnaît 5 types de déclarations environnementales (il existe donc des FDES de ces différents types) :
- Les déclarations individuelles (un déclarant, un produit, souvent la valeur la plus faible)
- Les déclarations individuelles de gamme (un déclarant, une gamme de produits)
- Les déclarations collectives (un déclarant collectif ou un groupe de déclarant, un produit ou une gamme de produit type)
- Les déclarations paramétrables (déclaration individuelle ou collective que l’on peut paramétrer pour décliner des déclarations sur différents produits basés sur le même modèle d’analyse de cycle de vie). Les déclarations paramétrables sont à la base des configurateurs.
- Les données environnementales par défaut (DED) sont des données mises à disposition par le ministère chargé de la construction lorsqu'aucune donnée n'est disponible. Leur valeur est majorée par rapport à une FDES individuelle ou collective. Elle pénalise donc le résultat d'une ACV.

Notons qu'il existe des Données Environnementales de Services (DES) qui concernent le fonctionnement du bâtiment (facteurs d'émission carbone de l'énergie par exemple) et des FDES pour les lots forfaitaires nécessaires à l’approche simplifiée.

### Les configurateurs
Ils répondent au problème que les fiches FDES incluses dans la base INIES décrivent des produits qui sont en réalité mis sur le marché et/ou mis en œuvre dans une grande variété de dimensions, de formulations, etc. Un configurateur permet à un utilisateur d'éditer une FDES correspondant à son cas spécifique de bâtiment ou d'ouvrage. Il le fait en saisissant sur l'écran (dans des masques de saisie) les données paramétrables identifiées. Le configurateur contient déjà les données d'ICV (Indicateurs de Cycle de Vie) de la famille de produits concernée. Les configurateurs publics disponibles sont, :
| Betie                                   | Produits en béton prêt à l’emploi |
| SAVE                                    | Pour des produits en acier : Ossature, charpente, éléments de façade, couverture, toit, plancher…                                      |
| DE-Bois                                 | Pour les produits de construction bois                                                                                                 |
| Environnement IB                        | Pour des produits préfabriqués en béton                                                                                                |
| DE-Bois de France                       | évaluer la caractérisation environnementale des produits de construction en bois de France                                             |
| PHARE                                   | Outil de Hoffmann Green Cement Technologies                                                                                            |
| Bankiz                                  | Pour des produits isolants en laine de verre ou polystyrène extrudé https://www.ursa.fr/                                               |
| HIRSCH Isolation                        | Pour les isolants Hirsch Isolation, filiale du leader européen du polystyrène expansé                                                  |
| DE-Baie                                 | Pour des produits de la baie (pour l’instant des protections solaires, volet / stores)                                                 |
| Config’Alu                              | Dédié aux https://www.snfa.fr/annuaireen profilés aluminium mais dans un premier temps aux garde-corps. Il va s’étoffer dans le temps. |
| Configurateur Saint Gobain Glass France | Permet de créer des fiches de déclarations environnementales personnalisées pour des configurations spécifiques de vitrages            |
| AGC Glass Configurator                  | "Glass Configurator" d'AGC intègre désormais un configurateur de FDES (EPD)                                                            |

## ACV RE2020 d’un Bâtiment
L’analyse de cycle de vie (ACV) d’un bâtiment soumis à la RE2020 est particulière par rapport à une ACV d'un produit.

### Comment on fait un ACV?
Tout d’abord le total de l’ACV correspond à l’ensemble des quantités des matériaux multiplié par l’impact unitaire de ces matériaux multiplié par son taux de renouvellement lié à la durée de vie du matériau et le facteur de pondération de la dynamique temporelle.

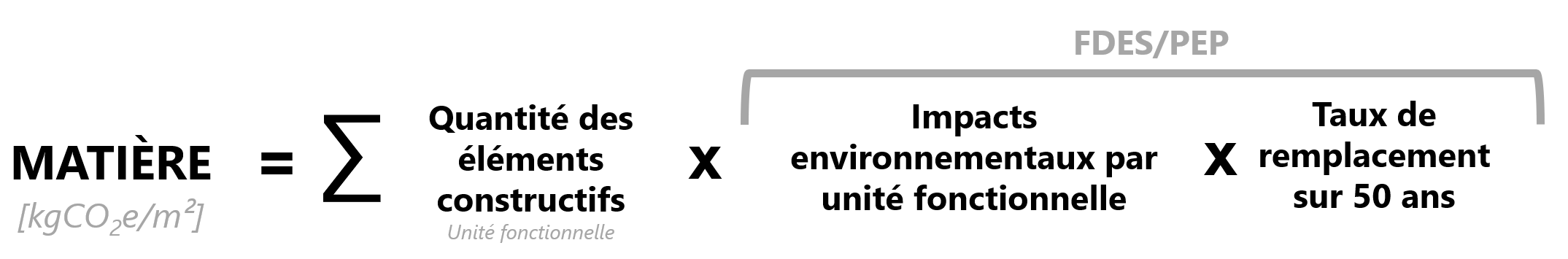
Calculer l'impact cabone de la matière dans le cadre d'une ACV RE2020

Les informations concernant l’impact unitaire et le renouvellement, c’est-à-dire les données environnementales, sont enregistrés dans un document officiel, la plupart du temps une FDES (Fiches de Déclaration Environnementale et Sanitaire) ou une PEP (Profil Environnemental Produit) qui sont pour la plupart accessibles dans une base de données publique et gratuite appelée INIES. Il n'est pas autorisé d'utiliser une autre base qu'INIES.

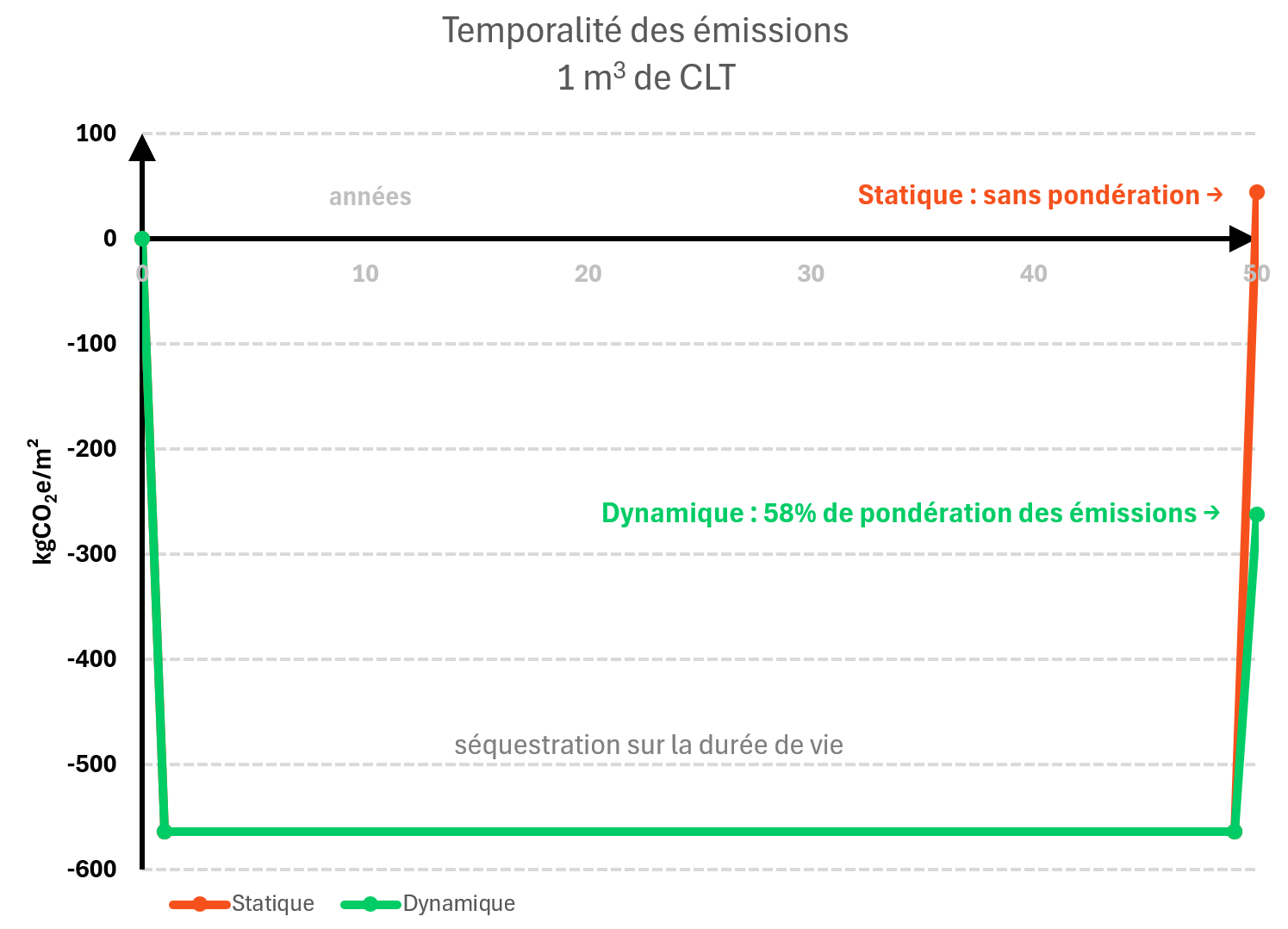
Exemple d'ACV dynamique et statique

L’ensemble des calculs sont faits en prenant en compte la dynamique temporelle des émissions, on parle d’une ACV dynamique simplifiée. Le principe c’est uniquement de considérer qu’une émission aujourd’hui a plus d’impact qu’une émission plus tard. Avec cette approche dynamique, par exemple pour une émission qui a lieu la première année est pondérée à 1 tandis qu’une émission la 50ème année, les composants du bâtiment verront leurs impacts sur le changement climatique multipliés par 0,58, et les fluides frigorigènes par 0,88.
Cette méthode d’ACV issu de travaux de recherche permet d’intégrer dans un seul indicateur à la fois l’impact du processus industriel mais aussi la séquestration carbone des produits biosourcés.
La durée conventionnelle de la phase d’exploitation du bâtiment ("sa durée de vie") prise en compte dans le calcul est appelée période d’étude de référence (PER). La période d’étude de référence est de 50 ans pour tous les bâtiments.

### Détails
L’ensemble des modules des matériaux, c’est-à-dire de la production (A1-A3) à la fin de vie (C1-C4) ainsi que les bénéfices et charges (D) sont intégrés dans le calcul via les FDES et PEP. On calcule l’ensemble du cycle de vie avec des scénarios de fin de vie ce qui ne permet pas de voir l’ « upfront carbon » ou le carbone amont, celui qui est émis avant lors de la pose des matériaux.
Le seul indicateur évalué est l’impact sur le changement climatique appelé impact « carbone », issu de l’indicateur réchauffement climatique (GWP). Il comptabilise les émissions de gaz contribuant à l’effet de serre tout au long du cycle de vie du produit. Son unité est le kg équivalent CO2, ce qui signifie qu’il inclut tous les gaz émetteurs : le dioxyde de carbone (CO2), le méthane (CH4), les chlorofluorocarbures (CFC), le protoxyde d’azote (N2O), etc.
Dans l’ACV il y a en réalité 36 indicateurs de référence dont 19 indicateurs environnementaux.
Pour certains lots, il est possible d’utiliser une simple valeur pour l’ensemble de l’impact du lot au lieu d’utiliser la méthode dite détaillée. Cette valeur s’appelle une valeur forfaitaire dont voici les valeurs : 
| [kgCO2e/m²] en ACV dynamique           | Logements | Bureaux | Enseignement |
| -------------------------------------- | --------- | ------- | ------------ |
| CVC Production de chaleur/froid (8.1)  | 74        | 60      | 40           |
| CVC cogénération (8.2)                 |           |         |              |
| CVC Systèmes d’émission (8.3)          |           | 60      | 20           |
| CVC Traitement air + désenfumage (8.4) |           | 50      | 40           |
| CVC Réseaux et conduits (8.5)          |           | 30      | 50           |
| CVC autres sous-lots (8.2 et 8.6)      |           |         |              |
| CVC Fluides frigo (8.7)                |           |         |              |
| Installations sanitaires (9)           |           |         |              |
| CFO (10)                               | 48        | 115     | 115          |
| CFA (11)                               | 2         | 15      | 15           |
| une somme de :                         | 124       | 330     | 280          |

Ces lots forfaitaires sont des fiches que l'on retrouve dans INIES sous le nom "[RE2020] Lot forfaitaire – Lot X"
Les capteurs photovoltaïques et les systèmes de cogénération sont comptabilisés dans la contribution relative aux « Composants » uniquement au prorata du taux d’autoconsommation.

### Les 13 lots des composants
1. VRD (Voiries et Réseaux Divers)
2. Fondations et infrastructures
3. Superstructure – Maçonnerie
4. Couverture – Etanchéité – Charpente – Zinguerie
5. Cloisonnement – Doublage – Plafonds suspendus – Menuiseries intérieures
6. Façades et menuiseries extérieures
7. Revêtements des sols, murs et plafonds – Chape – Peintures – Produits de décoration
8. CVC (Chauffage – Ventilation – Refroidissement – Eau chaude sanitaire)
9. Installations sanitaires
10. Réseaux d’énergie (courant fort)
11. Réseaux de communication (courant faible)
12. Appareils élévateurs et autres équipements de transport intérieur
13. Équipement de production locale d’électricité

Chaque lot est décomposé en sous-lots à l'instar du lot 8 qui est décomposé en :
- 8.1 : production de chaleur/froid (générateur et ballon)
- 8.2 : Systèmes de cogénération
- 8.3 : Systèmes d'émission
- 8.4 : Traitement de l'air et éléments de désenfumage
- 8.5 : Réseaux et conduits
- 8.6 : Stockage (de combustibles)
- 8.7 : Fluides frigorigènes

Les détails des lots et sous-lots sont dans le tableau 5 avant le chapitre 2.3.4 dans les annexes II : Règles générales pour le calcul de la performance énergétique et environnementale

### Réemploi
Pour favoriser l’usage de matériaux issu du réemploi, il est compté à zéro dans l’ACV RE2020 y compris s’il nécessite un renouvellement pendant les 50 ans, ce qui n'est pas la valeur réelle de l'impact carbone d'un objet issu du réemploi.
« L’utilisation de composants issus du réemploi ou de la réutilisation. Les composants (produits de construction ou équipements) issus du réemploi ou d’une opération de réutilisation (c’est-à-dire employés une nouvelle fois, pour un usage identique ou un nouvel usage, dans le même ou un autre bâtiment, sans retraitement hormis des opérations de reconditionnement, nettoyage ou réparation) sont considérés comme n’ayant aucun impact. Les valeurs des impacts pour tous les modules du cycle de vie sont donc nuls. Cependant, les impacts environnementaux des produits complémentaires nécessaires à la mise en œuvre des composants issus du réemploi ou de la réutilisation doivent être comptabilisés »
Si une FDES individuelle d'un produit de réemploi existe, il est possible de l'utiliser, sinon la FDES id:27546 est à utiliser. Ainsi le réemploi doit bien être intégré dans l'ACV mais compté à 0.

### Incertitude
En esquisse il y a une incertitude non négligeable dans les résultats qui s’affine tout au long des études. Les bonnes pratiques consistent à prendre au moins 15% de marge en esquisse et 5% en DCE.

## Quels seuils pour la RE2020?
Pour chacun des indicateurs de la RE2020, il n’y a pas un seul seuil unique mais un seuil variable calculé en fonction du projet dont le nom est l’indicateur avec « max » à la fin par exemple Bbiomax ou Bbio_max. Pour trouver ce « max » il faut moduler un coefficient dit « maxmoyen » en fonction de différents paramètres comme la position géographique, la taille ou le bruit des voiries.

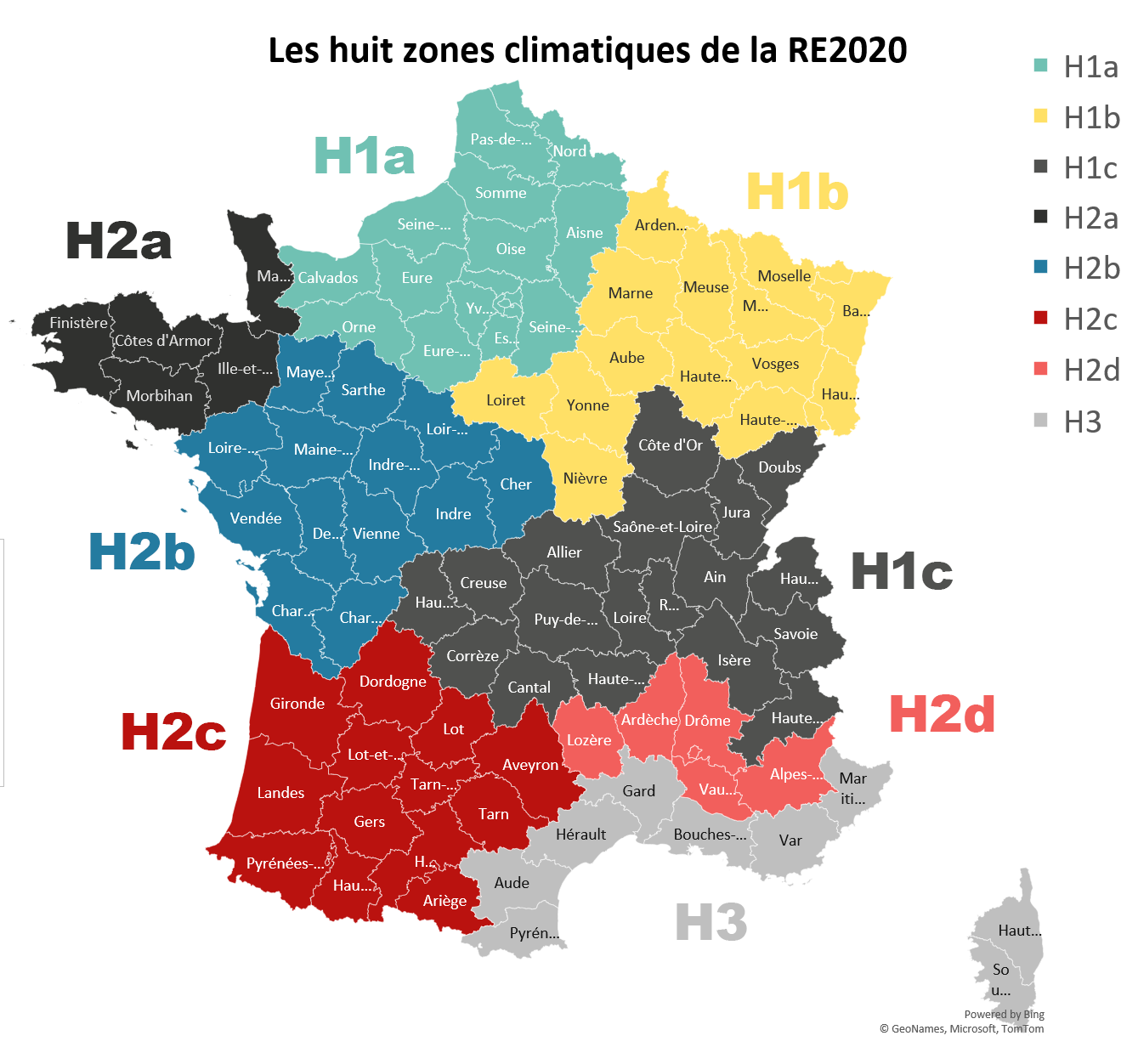
Les huit zones climatiques de la RE2020

### Mb pour le BBIO
Les coefficients de modulation du BBIO commencent tous par « Mb ». La formule du Bbio_max est :
Bbio_max = Bbio_maxmoyen × (1 + Mbgéo + Mbcombles + Mbsurf_moy + Mbsurf_tot + Mbbruit)
- Bbio_maxmoyen : valeur de l’exigence Bbio_max pour un bâtiment moyen, dépendant de l’usage du bâtiment ou de la partie de bâtiment ;
- Mbgéo : coefficient de modulation selon la localisation géographique
- Mbcombles : coefficient de modulation selon la surface de plancher de combles aménagés du bâtiment ou de la partie de bâtiment, pour les maisons individuelles ;
- Mbsurf_moy : coefficient de modulation selon la surface moyenne des logements ;
- Mbsurf_tot : coefficient de modulation selon la surface de référence ;
- Mbbruit : coefficient de modulation selon l’exposition au bruit des infrastructures de transport à proximité du bâtiment.

Attention, le Bbio_max évolue tous les 3 ans et se renforce progressivement, uniquement pour les bureaux via la modulation de surface (Mbsurf_tot) :

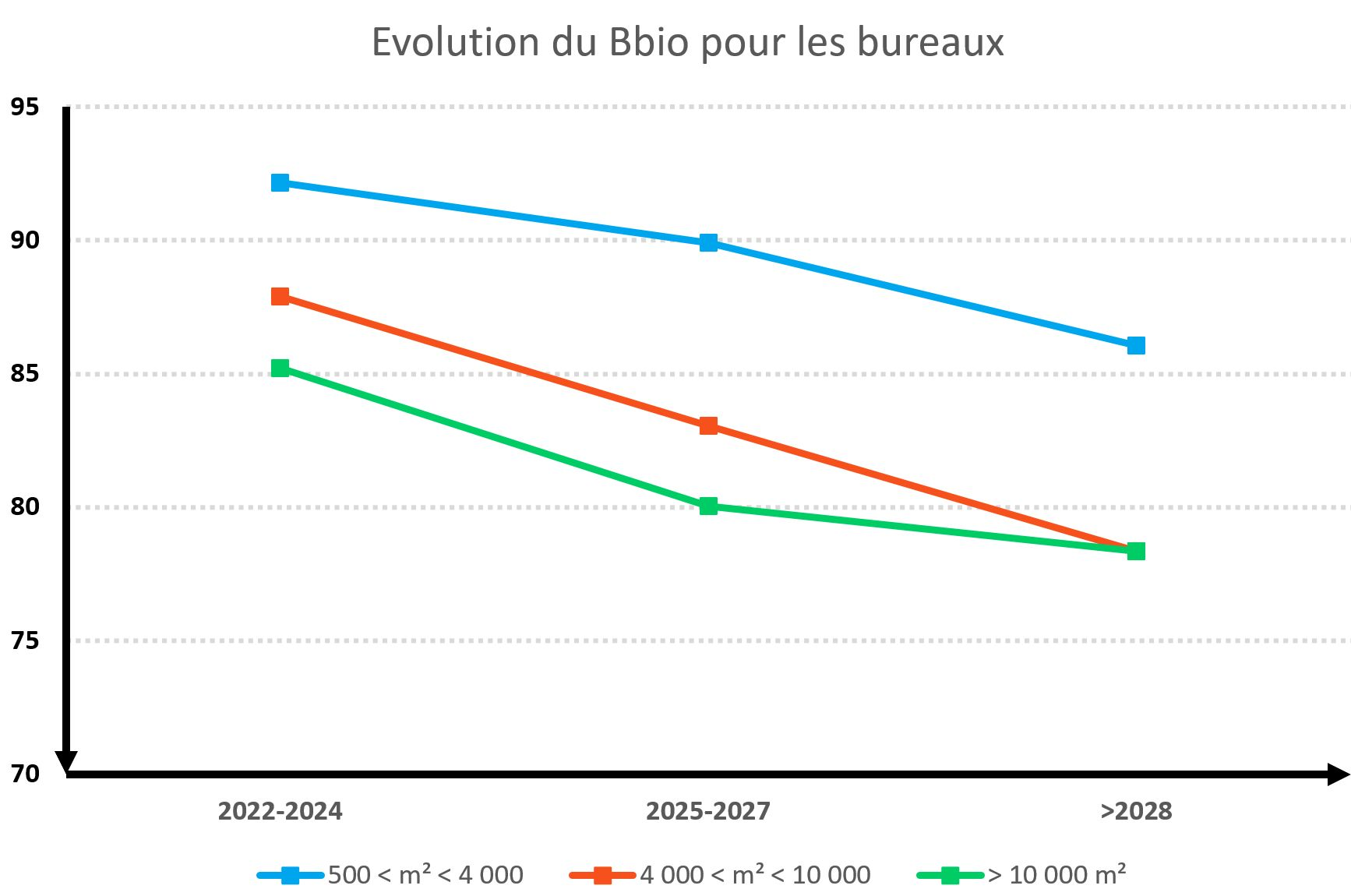
Evolution du bbio_max pour les bureaux

### Mc pour l’énergie
Les coefficients de modulation des Cep Cepnr et Icénergie commencent tous par « Mc ». Les formules sont :
Cep,nr_max = Cep,nr_maxmoyen × (1 + Mcgéo + Mccombles + Mcsurf_moy + Mcsurf_tot + Mccat)
Cep_max = Cep_maxmoyen × (1 + Mcgéo + Mccombles + Mcsurf_moy + Mcsurf_tot + Mccat)
Icénergie_max = Icénergie_maxmoyen× (1 + Mcgéo + Mccombles + Mcsurf_moy + Mcsurf_tot + Mccat)
- Cep,nr_maxmoyen, Cep_maxmoyen, Icénergie_maxmoyen : valeurs respectives de l’exigence pour un bâtiment moyen, dépendant de l’usage du bâtiment ou de la partie de bâtiment ;
- Mcgéo : coefficient de modulation selon la localisation géographique ;
- Mccombles : coefficient de modulation selon la surface de plancher de combles aménagés ;
- Mcsurf_moy : coefficient de modulation selon la surface moyenne des logements ;
- Mcsurf_tot : coefficient de modulation selon la surface de référence ;
- Mccat : coefficient de modulation selon la catégorie de contraintes extérieures.

### Mi pour l’Icconstruction
Les coefficients de modulation de l’ICconstruction commencent tous par « Mi ». La formule du Icconstruction_max est :
Icconstruction_max = Icconstruction_maxmoyen × (1 + Micombles + Misurf_moy + Misurf_tot) + Migéo + Miinfra + Mivrd + Mipv + Mided
- Icconstruction_maxmoyen : valeur de l’exigence Icconstruction_max pour un bâtiment moyen, dépendant de l’usage ;
- Micombles : coefficient de modulation selon la surface de plancher de combles aménagés pour les maisons individuelles ;
- Misurf_moy : coefficient de modulation selon la surface moyenne des logements ;
- Misurf_tot : coefficient de modulation selon la surface de référence
- Migéo : coefficient de modulation selon la localisation géographique ;
- Miinfra : coefficient de modulation selon l’impact des fondations, des espaces en sous-sol et des parcs de stationnement couverts ;
- Mivrd : coefficient de modulation selon l’impact de la voirie et des réseaux divers ;
- Mipv : coefficient de modulation selon l’impact de l’installation des panneaux photovoltaïques ;
- Mided : coefficient de modulation selon l’impact des données environnementales par défaut et valeurs forfaitaires (activé à partir de 20 kgCO2e/m²).

Le Migéo augmente le seuil pour intégrer la question du confort d'été à hauteur de +30 kgCO2e/m² pour les zones H2d et H3 et <400m d'altitude
Le Miinfra et Mivrd servent à prendre en compte les contraintes externes à un projet, par exemple s'il faut faire des injections dans le sol pour des contraintes structurelles. À partir de respectivement 40 et 20 kgCO2e/m² dans du logement, le seuil est augmenté proportionnellement du dépassement. Ainsi, les infrastructures ou les VRD sont bien comptés mais ne bloquent pas au niveau du seuil.
C'est la même logique avec le Mipv mais pour le photovoltaïque.
Le Mided, quant à lui, sert à moduler le seuil en fonction de la quantité de données par défaut (y compris les forfaits) qui ont été utilisées pour réaliser le calcul. Ainsi s'il y a trop de "DED" on considère : 
- Entre 2022 et 2025 qu'il faut augmenter un peu le seuil car INIES manque de données
- Entre 2025 et 2028 c'est neutre
- A partir de 2028, le seuil va être réduit considérant que l'ACV n'est pas assez détaillée

### Seuils pour le DH
DH_max = DH_maxcat
DH_maxcat : valeur de l’exigence DH_max définie par catégories de contraintes extérieures.
La valeur dans le cas majoritaire du DH_maxcat est de 1250 °C.h. D'une manière très générale, ce seuil n'est pas un problème en dehors des zones H2d et H3.
La valeur DHmaxcat prend différentes valeurs, en fonction de la catégorie de contraintes extérieures, de la zone climatique et du caractère climatisé ou non, et de la surface moyenne des logements de la partie de bâtiment (les zones climatiques sont définies au chapitre IV et les catégories de contraintes sont définies au chapitre V)
Pour les maisons individuelles ou accolées :
|           | Catégorie 1 | Catégorie 2 |
| --------- | ----------- | ----------- |
| DH_maxcat | 1250        | 1850        |

Pour les logements collectifs : 
| DH_maxcat              | Catégorie 1, sauf parties de bâtiments climatisées en zones H2d et H3 | Catégorie 1 climatisé, en zone H2d et H3 | Catégorie 2           |
| ---------------------- | --------------------------------------------------------------------- | ---------------------------------------- | --------------------- |
| 𝑆𝑚𝑜𝑦𝑙𝑔𝑡 ≤ 20 𝑚²        | 1250                                                                  | 1600                                     | 2600                  |
| 20𝑚² < 𝑆𝑚𝑜𝑦𝑙𝑔𝑡 ≤ 60 𝑚² | 1250                                                                  | 1700 - 5 ∗ 𝑆𝑚𝑜𝑦𝑙𝑔𝑡                       | 2850 - 12,5 ∗ 𝑆𝑚𝑜𝑦𝑙𝑔𝑡 |
| 𝑆𝑚𝑜𝑦𝑙𝑔𝑡 > 60 𝑚²        | 1250                                                                  | 1400                                     | 2100                  |

Un local est de catégorie 3 s'il est muni d'une climatisation et si l'ouverture des fenêtres est impossible. Il est de catégorie 2 s'il n'est pas de catégorie 3 et s'il est muni d'un système de climatisation, avec des baies du local sont exposées au bruit BR2 ou BR3 et si le bâtiment est construit en zone climatique H2d ou H3 à une altitude inférieure à 400 m. Un local est de catégorie 1 dans les autres cas.